# Ekeby, Bjuvs kommun
Ekeby är en tätort i Bjuvs kommun i Skåne län. Från 2015 ingår även ett obebott område i Svalövs kommun i tätorten. Orten består av två sammanvuxna samhällen - Ekeby, kyrkby i Ekeby socken, och brukssamhället Skromberga. I Ekeby finns ett radio- och teletekniskt museum.

## Historia
Ekeby socken omnämns först 1353, då vid namn Ekby, däremot har kyrkan anor från 1000-talet och man har gjort fynd som tyder på en boplats i området redan på stenåldern. Ekeby kyrka fick sitt nuvarande utseende 1863, då man rev det romanska koret från 1100-talet och ersatte detta med ett större tresidigt i nygotisk stil. Kvar är västgaveln och tornet som lades till på 1500-talet. Kyrkans äldsta klenod är dopfunten från 1100-talet. Något väster om kyrkan ligger sätesgården Gedsholm, först omnämnd 1443.
Bruksorten Skromberga fick sitt namn ur danskans skromt (stort) och bjerg (berg) på grund av den höjd på 95 meter över havet som överblickar samhället. På 1870-talet började man här bryta stenkol och lera i området, vilket ledde till en snabb befolkningsökning. År 1886 bildades Skromberga Stenkols- och Lerindustri Aktiebolag, även kallat Skrombergaverken. På 1920-talet började stenkolsproduktionen minska och 1965 stängdes den sista underjordsgruvan på orten. Brytningen av lera för produktion av klinker fortsatte dock. År 1904 köptes Skrombergaverken upp av Höganäs-Billesholms AB (Höganäsbolaget). Skrombergaverken i Ekeby är även den fabrik som producerat fasadplattorna till Operahuset i Sydney. Den 27 juni 2008 lades produktionen vid Skrombergaverken ned efter 122 års oavbruten verksamhet. Det var då Sveriges sista kvarvarande kakel- och klinkerbruk.

### Gruvorna
- Carl I          1875-1881. Namn efter innehavaren av Skrombergautmålen och Skrombergagården, Carl Gustav Cöster.
- Maria            1882, endast uppfordring ett par månader. Namn  efter C G Cösters hustru Maria, född Nissen.
- Kristina         1882-1903. Luftschakt efter 1903. Namn efter Christina Nissen syster till C G Cösters hustru.
- Carl II          1882-1883.
- Aron Sjökrona    1886-1931. Efter 1931 pumpschakt, medan utfrakten skedde genom dagort. Namn efter styrelseordföranden överste Aron Siöcrona. Maskinell brytning  infördes 1931.
- Konsul           1902-1965. Namnet efter styrelseledamoten, konsul Nils Persson. Maskinell brytning infördes 1930.
- Försvaret        1913-1922. Här bröts huvudsakligen stipulerat antal dagsverken per år för försvar av koncessionen.

### Befolkningsutveckling
| Befolkningsutvecklingen i Ekeby 1900–2020 | Befolkningsutvecklingen i Ekeby 1900–2020 | Befolkningsutvecklingen i Ekeby 1900–2020 | Befolkningsutvecklingen i Ekeby 1900–2020 | Befolkningsutvecklingen i Ekeby 1900–2020 |
| --- | ----------------------------------------- | ----------------------------------------- | ----------------------------------------- | ----------------------------------------- |
| |                                           |                                           |                                           |                                           |
| År |                                           |                                           | Folkmängd                                 | Areal (ha)                                |
| 1900 | 1900                                      |                                           | 2 821                                     | †                                         |
| 1960 | 1960                                      |                                           | 2 127                                     |                                           |
| 1965 | 1965                                      |                                           | 2 537                                     |                                           |
| 1970 | 1970                                      |                                           | 2 496                                     |                                           |
| 1975 | 1975                                      |                                           | 2 760                                     |                                           |
| 1980 | 1980                                      |                                           | 2 914                                     |                                           |
| 1990 | 1990                                      |                                           | 3 033                                     | 286                                       |
| 1995 | 1995                                      |                                           | 3 037                                     | 288                                       |
| 2000 | 2000                                      |                                           | 2 983                                     | 288                                       |
| 2005 | 2005                                      |                                           | 3 044                                     | 299                                       |
| 2010 | 2010                                      |                                           | 3 230                                     | 303                                       |
| 2015 | 2015                                      |                                           | 3 292                                     | 384                                       |
| 2018 | 2018                                      |                                           | 3 369                                     | 385                                       |
| 2020 | 2020                                      |                                           | 3 369                                     | 433                                       |
| Anm.: Siffran för 1900 avser summan av orterna Valleberga och Skromberga. Namnändring 1970 från Skromberga till Ekeby. † Som köpingsliknande samhälle 1900. |                                           |                                           |                                           |                                           |

## Arkitektur
Ekebys arkitektur är mycket påverkad av dess historia som brukssamhälle. Bebyggelsen domineras till största delen av en- och en och en halvplans villor, även om det finns en del flerbostadshus. De äldre husen, från början av 1900-talet, är till största delen i tegel, de nyare är för det mesta kataloghus i varierande utförande. Många av husen i och runt Skromberga är utförda i gult så kallat skrombergategel, ofta byggda i samband med Skrombergaverken, exempelvis som bostäder eller föreningsbyggnader. Några mer betydande byggnader är badhuset (se nedan), "Stora villan", Folkets hus - "Flamman", "Panget" och gamla kommunalhuset.

### Ekeby badhus

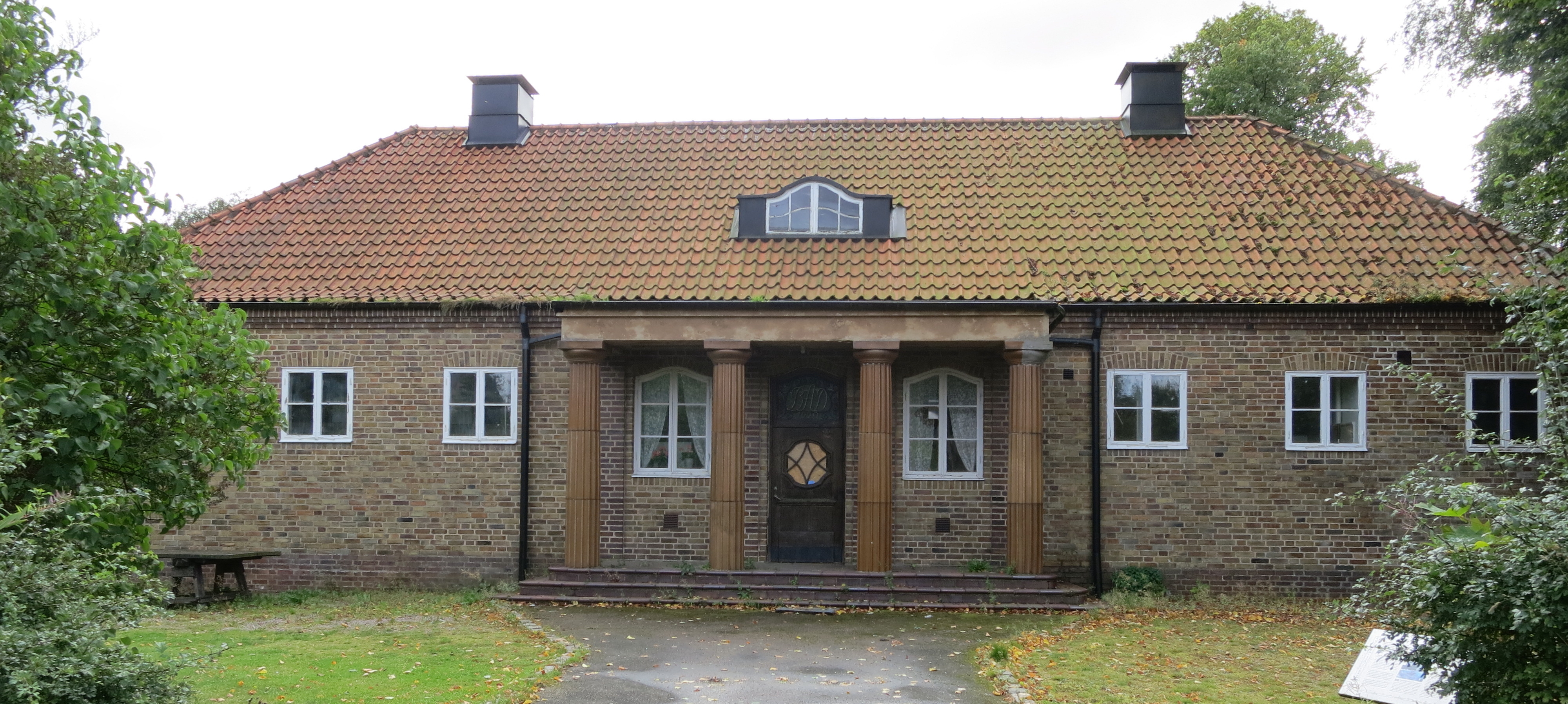
Ekeby badhus.

På 1920-talet byggde Höganäsbolaget ett badhus åt sina anställda, som numera är byggnadsminnesförklarat. Byggnaden är uppförd i gult tegel med en grekisk kolonnad i dorisk stil över entrén. Interiören är klädd i bruna klinkerplattor på väggarna och vita klinkers på golvet. Badhuset är numera inte kommunalt utan har övertagits av privata intressen.

## Samhället

### Handel
Ekeby hade i över hundra år en kooperativ butik som länge drevs av en lokal konsumentförening. Skromberga konsumtionsförening bildades den 19 mars 1899 och öppnade en butik den 7 april samma år. Under en period hade butiken två filialer, i Skromberga och Truedstorp. År 1977 valde föreningen att uppgå i Konsumentföreningen Solidar. Den 28 april 2001 lades Konsum i Ekeby ner.

### Bankväsen
Ekeby sockens sparbank öppnade den 1 oktober 1892. Den bytte senare namn till Ekeby sparbank och var år 2023 fortfarande en fristående sparbank.

## Kommunikationer

### Regionbusstrafik
- Skånetrafiken, busslinje 250, Helsingborg - Bjuv - Billesholm - Ekeby
- Skånetrafiken, busslinje 260, Ekeby - Tågarp - Landskrona
- Skånetrafiken, busslinje 298, Helsingborg - Bårslöv - Ättekulla - Ekeby[12]

Linje 230 - Ekeby - Teckomatorp via Kågeröd och Svalöv.

### Vägar
- Länsväg 109, Helsingborg - Bårslöv - Ekeby
- Länsväg 110, Saxtorp - Asmundtorp - Ekeby - Billesholm - Bjuv - Hyllinge

## Personligheter från Ekeby
- Jarl Kulle, född 1927 i Truedstorp strax utanför Ekeby.[13]
- Katja Geiger (känd som Katja of Sweden), född 1920 i Skromberga.
- Jan-Erik Olsson, även kallad Janne Olsson. Känd bankrånare från bland annat Norrmalmstorgsdramat i Stockholm mellan 23 och 29 augusti 1973.
- Peter Lundgren, politiker
- Karin Östring Bergman, politiker

## Föreningar
- Kultur: Skromberga akademi.
- Amerikansk Fotboll: Ekeby Greys AFF.
- Fotboll: Ekeby GIF.
- Hästsport: Skromberga Ryttarförening.
- Brottning: Ekeby BK.
- Tennis: Ekeby Tennisklubb.
- Skytte: Ekeby Skytteförening.
- Skytte: Billesholm-Ekeby Pistolskytteklubb.
- Fiske: Ekeby Sportfiskeklubb, SFK Tafsarna.
- Djur: Ekeby Kaninförening, Skromberga brevduveklubb.
- Fritid: Scoutkåren Vikingen-Ekeby, Ekeby Bridgeklubb, Ekeby Boulesällskap, Skromberga Allmänna Schacksällskap.
- Musik: Skromberga Blåsorkester bildad 1878.
- Övrigt: Intresseföreningen för Ekeby Badhus, Ekeby Gammeldansförening, Ekeby Pensionärsförening.